# 선동열
선동열(본명 : 선동렬 宣銅烈, 1963년 1월 10일~)은 대한민국의 야구 선수이다. 한국 프로야구 해태 타이거즈, 일본 프로 야구 주니치 드래건스에서 투수로 활동하였다. 이후 주니치 드래건스(2003)와 삼성 라이온즈(2004, 수석 코치)에서 코치 생활을 하였다. 이후 삼성 라이온즈의 감독(2005~2010), KIA 타이거즈 감독(2012~2014)을 맡았다. 그리고 2017년부터 2018년까지는 대한민국 야구 국가대표팀의 감독을 지냈다.
1996년 선동열의 등번호 18번은 해태 타이거즈(KIA 타이거즈)에서 영구 결번되었다. 별명은 자폭, 미친개, 폭격기 등이 있다.

## 선수 시절

### 한국 프로야구 시절

#### 해태 타이거즈시절
한국 프로야구 역대 최고의 투수로 손꼽힌다. 선발투수로서 두 번, 마무리 투수로서 한번의 규정이닝을 채우며 통산 3번의 0점대 평균자책점을 기록하였다. 한국에서의 마지막 해인 95년 당시 한국 프로야구 사상 최고구속인 155km/h의 패스트볼과 수준급 슬라이더를 던지던 투수였다. 
고려대 경영학과(81학번)를 졸업 후 85년 후기리그부터 출전하여 95년까지 총 11시즌이 못 미치는 기간의 국내 프로리그 경력 중 7번의 평균자책점 타이틀을 차지하면서 6번의 한국시리즈 우승을 이끌었고, 총 3회의 정규시즌 MVP와 6회의 투수 부문 골든글러브를 수상했다. 
통산 sWAR 101.29을 기록하여 전무후무한 수치를 보여준다. 한국프로야구에서 활약 당시 불펜에 나와 몸만 풀고 있어도 상대팀은 위축되었고 실제 등판하면 상대팀 응원 관중들도 경기 끝났다며 경기장을 나가는 사람이 있을 정도로 위력을 떨치던 투수였다. 
그의 일본 진출 후 해태와 삼성에서 선발과 마무리를 통해 KBO를 대표하는 투수 중 하나로 성장한 임창용이 한국프로야구 18시즌 통산 sWAR이 54.70인 것으로 볼 때 선동열이 얼마나 리그를 압도하는 투수였는지 알 수 있다. 
커리어 하이 시즌은 1986년의 262.2이닝을 던져 24승과 0.99의 평균자책점에 sWAR는 무려 14.89이었다. sWAR 10이상을 기록했던 해가 6회나 되는데 한국프로야구 역사상 투수로서 10이상을 두 번 이상 기록한 투수는 선동열이 유일하다.
93년과 95년에는 팀이 점수가 앞서면 7회부터 나와 9회까지 마무리하는 경우가 빈번했음에도 0점대 평균자책점을 기록할 정도로 상대에게 기회를 주지 않았다. 92년 어깨부상을 겪고 마무리로 변신하여, 93년도 49경기 출장하며 126.1이닝을 던져 마무리투수임에도 규정이닝을 채워 0.78의 평균자책점을 기록하는 엽기적인 기록을 세우며 평균자책점 타이틀을 따는데도 모두가 그러려니 하였다.
94년 박찬호가 미국에 진출하자 박탈감에 빠지며 부진했으나 95년도 48경기 출장에 109.1이닝을 던져 0.49라는 밑기 어려운 평균자책점을 기록하였다. 
그 당시 선동열과 같이 한국 프로야구에서 활약한 선수는 구대성, 이상훈, 양준혁, 이종범 등이다. 추후 구대성, 이상훈은 일본프로야구를 거쳐 미국프로야구인 MLB로도 진출한다.

### 일본 프로야구 시절

#### 주니치 드래건스시절
한국에서 선수 생활을 마친 뒤 일본에 진출해 구원 투수로 활약했다. 그는 한국 프로 야구 선수 중 일본에 진출한 최초의 선수였다. 1997년에 각종 신기록들을 세웠다. 개인 최다 세이브인 38세이브를 기록해 사사키 가즈히로와 함께 세이브 공동 1위(구원 2위)를 차지했다. 1999년에 팀의 리그 우승을 이끈 후 1999년 11월 22일에 은퇴를 선언했다.

## 야구선수 은퇴 후
은퇴 후 주니치 드래건스에서 코치 연수를 받은 그는 2000년에 KBO의 홍보위원으로 위촉됐으며, 시드니 올림픽 국가대표팀 전력분석관으로 활동했다.
2003년 시즌 후 김인식의 후임으로 두산 베어스가 그에게 감독직을 제의했으나 조건에 이견을 보여 협상이 결렬됐다. 협상이 결렬된 두산 베어스는 당시 배터리코치였던 김경문을 후임 감독으로 내정했다. 이후 해태 시절 은사였던 김응용 삼성 감독의 부름을 받아 라이벌 팀 삼성 라이온즈의 1군 수석 코치로 부임해 본격적으로 KBO 리그 지도자의 길을 걷기 시작했다. 2004년 1시즌 동안 스승인 김응용 감독 밑에서 투수교체법을 배웠다고 한다. 2004년 한국시리즈 준우승 이후 선수단 인사에서 김응용이 1년 계약기간을 남기고 사퇴한 이후 구단 사장으로 승진하자 11월 9일 삼성 라이온즈의 감독으로 승격됐다. 부임하자마자 박진만, 심정수를 FA로 영입해 호화 멤버진을 구축했으며, 이때 삼성 라이온즈는 "레알 삼성"으로 불렸다. 감독으로 부임한 첫 시즌인 2005년 정규 리그 1위(74승 48패 4무)를 차지했고 정규 리그 2위 두산 베어스를 4연승으로 스윕해 감독 데뷔 첫해 2005년 한국시리즈에서 우승했다. 2006년 한국시리즈에서도 정규 리그 3위였던 한화 이글스를 4승 1무 1패로 꺾고 2년 연속 우승을 차지했다. 이후 2009년에는 포스트 시즌 진출에 실패했으나 무려 5년 재계약에 성공했다. 하지만 SK 와이번스와의 2010년 한국시리즈에서 별다른 전술 대처없이 무기력하게 4연패로 스윕당하며 준우승을 기록했다. 때마침 삼성그룹의 조직 개편이 겹치면서 구단 사장과 단장이 전부 바뀌자 그 해 말 감독직에서 경질당했고 구단의 운영 위원으로 활동했다.
2011년 10월 18일 조범현의 후임으로 고향이자 친정팀 KIA의 감독으로 부임했다. 등번호는 자신의 영구 결번 18번이 아닌 90번을 달았다. 하지만 기대와 달리 2012년 시즌 5위, 2013년 시즌 8위, 2014년 시즌 8위로 초라한 성적을 남겼다. 그럼에도 KIA 타이거즈와 2년 재계약에 성공하며 엄청난 정치적 역량을 발휘했으나 팬들의 안 좋은 여론이 일었고, 결정적으로 당시 경찰청 입대를 선언한 내야수 안치홍에게 임의 탈퇴를 공시하겠다는 발언을 한 사실이 드러나 재계약을 발표한 지 6일 만인 2014년 10월 25일 자진 사퇴했다. 그의 후임으로는 김기태 전 LG 트윈스 감독이 선임됐다. 이후에는 2015년 WBSC 프리미어 12 국가대표팀 투수코치로 활동했고, 2017년 7월 대한민국 야구 국가대표팀의 전임 감독으로 선임됐다. 허나 밑에 논란 문서에 서술된 2018 아시안 게임 문제로 인해 국가대표팀 감독에서 자진 사퇴했다. 

## 논란
- 2018년 아시안 게임 야구 결승전에서 오지환, 박해민의 군 면제를 위해 출전시킨 게 아니냐는 논란에 대해 국정감사의 증인 신분으로 출석했다.[9]

## 가수 데뷔
그는 1993년 같은 팀 후배였던 이종범과 가수 양수경과 함께 프로젝트 그룹 Two & One을 결성하여 앨범을 내기도 했다.

## 등번호
- '18' (1985년~1995년) - 해태 타이거즈 시절 (영구 결번)
- '20' (1996년~1999년) - 주니치 드래건스 시절
- '82' (2004년) - 삼성 라이온즈 코치 시절
- '90' (2005년~2010년, 2012년~2014년) - 삼성 라이온즈 감독, KIA 타이거즈 감독 시절

## 출신 학교
- 송정동초등학교
- 광주 송정중학교(전학) → 무등중학교
- 광주제일고등학교
- 고려대학교 경영학과 81학번

## 통산 기록
| 연 도           | 소 속           | 나 이           | 승 리 | 패 전 | 승 률 | 평 자 책 | 출 장 | 선 발 | 완 투 | 완 봉 | 세 이 브 | 홀 드 | 이 닝  | 피 안 타 | 피 홈 런 | 볼 넷 | 고 4 | 탈 삼 진 | 몸 맞 | 보 크 | 폭 투 | 실 점 | 자 책 | 타 자 수 | W H I P |
| --------------- | --------------- | --------------- | ----- | ----- | ----- | -------- | ----- | ----- | ----- | ----- | -------- | ----- | ------ | -------- | -------- | ----- | ---- | -------- | ----- | ----- | ----- | ----- | ----- | -------- | ------- |
| 1985            | 해태            | 23              | 7     | 4     | .636  | 1.70     | 25    | 3     | 1     | 0     | 8        | 0     | 111.0  | 74       | 2        | 20    | 4    | 103      | 3     | 0     | 3     | 30    | 21    | 424      | 0.85    |
| 1986            | 해태            | 24              | 24    | 6     | .800  | 0.99     | 39    | 22    | 19    | 8     | 6        | 0     | 262.2  | 153      | 2        | 52    | 5    | 214      | 7     | 2     | 3     | 38    | 29    | 972      | 0.78    |
| 1987            | 해태            | 25              | 14    | 2     | .875  | 0.89     | 31    | 11    | 7     | 4     | 6        | 0     | 162.0  | 89       | 2        | 47    | 1    | 144      | 3     | 1     | 1     | 21    | 16    | 604      | 0.84    |
| 1988            | 해태            | 26              | 16    | 5     | .762  | 1.21     | 31    | 12    | 9     | 1     | 10       | 0     | 178.1  | 116      | 3        | 35    | 0    | 200      | 7     | 1     | 0     | 29    | 24    | 674      | 0.85    |
| 1989            | 해태            | 27              | 21    | 3     | .875  | 1.17     | 36    | 12    | 8     | 6     | 8        | 0     | 169.0  | 82       | 2        | 48    | 0    | 198      | 7     | 1     | 4     | 27    | 22    | 618      | 0.77    |
| 1990            | 해태            | 28              | 22    | 6     | .786  | 1.13     | 35    | 16    | 8     | 6     | 4        | 0     | 190.1  | 121      | 1        | 50    | 1    | 189      | 8     | 0     | 5     | 35    | 24    | 724      | 0.90    |
| 1991            | 해태            | 29              | 19    | 4     | .826  | 1.55     | 35    | 22    | 12    | 3     | 6        | 0     | 203.0  | 135      | 8        | 25    | 0    | 210      | 8     | 1     | 1     | 42    | 35    | 761      | 0.79    |
| 1992            | 해태            | 30              | 2     | 0     | 1.000 | 0.28     | 11    | 2     | 1     | 1     | 8        | 0     | 32.2   | 20       | 0        | 10    | 0    | 42       | 2     | 0     | 1     | 1     | 1     | 119      | 0.92    |
| 1993            | 해태            | 31              | 10    | 3     | .769  | 0.78     | 49    | 1     | 0     | 0     | 31       | 0     | 126.1  | 48       | 2        | 20    | 0    | 164      | 6     | 0     | 0     | 11    | 11    | 433      | 0.54    |
| 1994            | 해태            | 32              | 6     | 4     | .600  | 2.73     | 27    | 8     | 3     | 0     | 12       | 0     | 102.1  | 81       | 5        | 21    | 0    | 94       | 8     | 2     | 3     | 31    | 31    | 404      | 1.00    |
| 1995            | 해태            | 33              | 5     | 3     | .625  | 0.49     | 48    | 0     | 0     | 0     | 33       | 0     | 109.1  | 49       | 1        | 14    | 3    | 140      | 3     | 0     | 6     | 9     | 6     | 381      | 0.58    |
| 1996            | 주니치          | 34              | 5     | 1     | .833  | 5.50     | 38    | 1     | 0     | 0     | 3        | 0     | 54.0   | 62       | 4        | 22    | 3    | 67       | 3     | 0     | 1     | 35    | 33    | 248      | 1.56    |
| 1997            | 주니치          | 35              | 1     | 1     | .500  | 1.28     | 43    | 0     | 0     | 0     | 38       | 0     | 63.1   | 36       | 0        | 12    | 0    | 69       | 1     | 1     | 0     | 9     | 9     | 232      | 0.76    |
| 1998            | 주니치          | 36              | 3     | 0     | 1.000 | 1.48     | 42    | 0     | 0     | 0     | 29       | 0     | 48.2   | 31       | 4        | 11    | 0    | 58       | 0     | 0     | 1     | 8     | 8     | 187      | 0.86    |
| 1999            | 주니치          | 37              | 1     | 2     | .333  | 2.61     | 39    | 0     | 0     | 0     | 28       | 0     | 31.0   | 31       | 1        | 10    | 1    | 34       | 0     | 0     | 4     | 9     | 9     | 131      | 1.32    |
| KBO 통산 : 11년 | KBO 통산 : 11년 | KBO 통산 : 11년 | 146   | 40    | .785  | 1.20     | 367   | 109   | 68    | 29    | 132      | 0     | 1647.0 | 968      | 28       | 342   | 14   | 1698     | 62    | 8     | 27    | 274   | 220   | 6114     | 0.80    |
| NPB 통산 : 4년  | NPB 통산 : 4년  | NPB 통산 : 4년  | 10    | 4     | .714  | 2.70     | 162   | 1     | 0     | 0     | 98       | 0     | 197.0  | 160      | 9        | 55    | 4    | 228      | 4     | 1     | 6     | 61    | 59    | 798      | 1.09    |

- 시즌 기록 중 굵은 글씨는 해당 시즌 최고 기록, 빨간 글씨는 한국 프로야구 역사상 최고 기록

## 주요 기록

### KBO 리그기록
- 한국시리즈 우승 6회 (1986, 1987, 1988, 1989, 1991, 1993)
- 한국시리즈 우승 감독 2회 (2005, 2006)

주요 수상 기록 (각종 타이틀 외)
- 정규 시즌 MVP 3회 (1986, 1989, 1990)
- 선발 올스타 출전 9회 (투수 부분 최다 및 최다 연속 기록 (9년- 1986~1994))
- 골든 글러브 6회 (투수 부분 최다 및 최다 연속 기록)
  - 투수 (1986, 1988, 1989, 1990, 1991, 1993)

| - 1986 (방어율 1위,승리 1위, 선발승 1위, 구원승 공동 3위,탈삼진 1위, WHIP 1위, 피안타율 1위, 세이브 4위) - 24승(17선발승) 6패 6세이브, 방어율 0.99, WHIP 0.78, 탈삼진 214개, 피홈런 2개 - 1987 (방어율 1위,승리 4위, 구원승 공동 1위,탈삼진 2위, WHIP 1위, 피안타율 1위, 세이브 3위) - 14승(5선발승) 2패 6세이브, 방어율 0.89, WHIP 0.84, 탈삼진 144개, 피홈런 2개 - 1988 (방어율 1위,승리 2위, 선발승 공동 4위, 구원승 공동 2위,탈삼진 1위, WHIP 1위, 피안타율 1위, 세이브 4위) - 16승(9선발승) 5패 10세이브, 방어율 1.21, WHIP 0.85, 탈삼진 200개, 피홈런 3개 - 1989 (방어율 1위,승리 1위, 선발승 9위, 구원승 1위, 탈삼진 1위, WHIP 1위, 피안타율 1위, 세이브 4위) - 21승(9선발승) 3패 8세이브, 방어율 1.17, WHIP 0.77, 탈삼진 198개, 피홈런 2개 - 1990 (방어율 1위,승리 1위, 선발승 공동 4위, 구원승 공동 1위,탈삼진 1위, WHIP 1위, 피안타율 2위) - 22승(11선발승) 6패 4세이브, 방어율 1.13, WHIP 0.90, 탈삼진 189개, 피홈런 1개 - 1991 (방어율 1위,승리 1위, 선발승 공동 2위, 구원승 공동 9위,탈삼진 1위, WHIP 1위, 피안타율 2위) - 19승(15선발승) 4패 6세이브, 방어율 1.55, WHIP 0.79, 탈삼진 210개, 피홈런 8개 (최다홈런허용) - 1992 (부상으로 11게임 등판, 세이브 6위- *92시즌후부터 전업마무리로 전환*) - 2승(모두 선발) 8세이브, 방어율 0.28, WHIP 0.28, 피홈런 0개 - 1993 (방어율 1위,세이브 1위, 구원승 공동 1위,WHIP 1위, 피안타율 1위, 탈삼진 2위, 승리 15위) - 10승(모두 구원) 3패 31세이브, 방어율 0.78, WHIP 0.54, 탈삼진 164개, 피홈런 2개 - 1994 (최악시즌 (부상으로 27경기, 유일한 KBO리그 방어율 2점, 윕 1점 이상시즌) 세이브 5위, 탈삼진 15위) - 6승(5선발) 4패 12세이브, 방어율 2.73, WHIP 1.22, 탈삼진 94개, 피홈런 5개 - 1995 (세이브 1위, 구원승 공동 6위, 탈삼진 6위 (정규이닝수부족: 109이닝)) - 5승(모두 구원) 3패 33세이브, 방어율 0.49, WHIP 0.58, 탈삼진 140개, 피홈런 1개 |

- 최저 평균자책점(1985, 1986, 1987, 1988, 1989, 1990, 1991, 1993)
- 최다 승리(1986, 1989, 1990, 1991)
- 최다 선발승(1986년 17선발승)
- 최다 탈삼진(1986, 1988, 1989, 1990, 1991)[11]
- 최다 세이브포인트(1993, 1995)
- 한 경기 최다 투구수(1987.5.16 사직 232개, 상대팀 롯데 투수 최동원 209개 15회 2:2)
- 최고 승률부분 등 나머지 카테고리는 추후 삽입.

최소 500이닝이상기준 (선동렬 통산 1,647이닝)
- 역대 통산 최저 방어율 (1.20)
- 역대 통산 최저 WHIP (0.80)
- 역대 통산 최다승 4위 (146승 (1,647이닝- 비고: 역대 최다승 5위내 모두 통산 2100이닝이상))
- 역대 통산 1000이닝 이상 투수 최소패 1위 (40패- 비고: 역대 최다승 5위내 모두 통산 110패이상, 3명은 120패이상)
- 역대 통산 최다 탈삼진 3위 (1,698개 (11년)- 비고: 역대 통산 탈삼진 5위내 모두 15년 이상)
- 역대 통산 최다 세이브 8위 (132개 (전업 마무리 시즌- 1993-1995 (3년))
- 역대 통산 최소 피홈런 1위 (통산 28개- 비고: 역대 최다승 5위내 모두 통산 210개이상 허용)
- 역대 통산 최소 자책점 1위 (통산 220점- 비고: 역대 최다승 10위내 모두 통산 600점이상 허용 (김시진제외- 547점))
- 역대 통산 최소 볼넷 허용 1위 (통산 342개- 비고: 역대 최다승 5위내 모두 통산 650개이상 허용)
- 역대 최다 연속 무실점 이닝(49⅓이닝(1위, 1986년 8월부터 1987년 4월), 46⅓이닝(2위,(1995년))
- 역대 최다 연속 선발 무실점 이닝(역대 2위, 37이닝·1986~1987년) (* 1위는 서재응의 44이닝, 2012년)
- 역대 2완봉승 이상/2선발승 이상 최고 비율(4완봉승/5선발승(80%), 1987년)
- 역대 최다 평균자책점 타이틀 (8회)
- 역대 최다 연속 평균자책점 타이틀 (7회- 1985~1991)
- 역대 최다 다승왕 타이틀 (4회)
- 역대 최다 연속 다승왕 타이틀 (3회- 1989~1991)
- 역대 최다 탈삼진 타이틀 (5회)
- 역대 최다 연속 탈삼진 타이틀 (4회- 1988-1991)
- 역대 최다 20승 이상 시즌 (3회)
- 역대 최다 완봉승 (29회, 비고 2위: 윤학길 & 정민철 각 20회)
- 역대 최다 연속 타석 무피홈런- 1989. 5.9~1990. 9.25 (1,186타석)
- 역대 최다 연속 투구 이닝 무피홈런- 1989. 5.9~1990. 9.25 (319이닝)
- 역대 최다 특정팀 상대 연승- 1988. 8.11~1995. 9.26 (대 롯데전 20연승 만 7년 1개월)
- 1993년 이전까지 2완봉 이상/2완투 이상 비율 타이(75%)(6완봉 8완투)(1982년 이선희(3완봉 4완투)와 공동)

### 일본 프로 야구기록
- 10승 4패, 98세이브
- 1999년 주니치 드래건스 소속 - 팀 정규시즌 우승
- 일본 프로 야구 개인 통산 세이브 부문 24위의 기록, 1999년 시즌 외국인 세이브부문 1위
- 1997년 1승, 38세이브(당시 일본 신기록) 기록 구원 2위, 세이브 성공률 1위

### 평균자책점
KBO 리그에서 뛰던 1985년부터 1995년까지 11시즌 동안 1994년을 제외한 모든 시즌에서 평균자책점이 2점대로 올라간 적이 없을 만큼 압도적인 구위를 유지했다. 규정 이닝을 채운 0점대 평균자책점 시즌만 3차례(1986·1987·1993)였다.

## 국제대회 성적
| 연도   | 장소           | 대회명                       | 팀 | 비고                                                             |
| ------ | -------------- | ---------------------------- | -- | ---------------------------------------------------------------- |
| 1981년 | 미국           | 세계 청소년 야구 선수권 대회 |    | 3-0, 0.38 ERA (3 G, 24.0 IP, 1 ER, 36 K) 방어율왕,MVP            |
| 1982년 | 대한민국       | 야구 월드컵                  |    | 3-0, 0.31 ERA (4 G, 29.0 IP, 1 ER, 30 K) MVP, 올스타 (P), 다승왕 |
| 1983년 | 대한민국       | 아시아 야구 선수권 대회      |    | 1-0, 1.17 ERA (2 G, 15.1 IP, 2 ER, 3 R)                          |
| 1983년 | 벨기에         | 대륙간컵                     | 5  | 방어율왕,올스타 (P)                                              |
| 1984년 | 미국           | 1984년 하계 올림픽           | 4  | 1-1, 0.56 ERA (3 G, 16.0 IP, 1 ER, 10 K)                         |
| 1984년 | 쿠바           | 야구 월드컵                  | 5  | 1-1, 0.00 ERA (4 G, 17.1 IP, 0 ER, 20 K) 방어율왕                |
| 1985년 | 오스트레일리아 | 아시아 야구 선수권 대회      |    |                                                                  |

}

## 같이 보기
- KBO 리그 탈삼진 관련 기록